# Lepthyphantes micromegethes
Lepthyphantes micromegethes är en spindelart som beskrevs av George Hazelwood Locket 1968. Lepthyphantes micromegethes ingår i släktet Lepthyphantes och familjen täckvävarspindlar.
Artens utbredningsområde är Angola. Inga underarter finns listade i Catalogue of Life.